# Louis Odespung de La Meschinière
Louis Odespung de La Meschinière, né à Chinon en 1597 et mort à Paris le 1er décembre 1655, est un religieux français, connu comme collectionneur d'estampes.

## Biographie
Louis Odespung de La Meschinière est le fils d'un maître des requêtes et conseiller ordinaire du duc d'Orléans ; il est originaire de Touraine. Il y a quelques incertitudes sur l'orthographe de son patronyme . Entré dans les ordres, il est chanoine de la cathédrale de Rennes vers 1618 et commissaire à l'Assemblée du clergé de France (1622), chargé du classement des archives des états de Bretagne, puis vicaire général en Bretagne de l'archevêque de Tours (1625). 
En mai 1630, bien qu'il ait été élu agent général du clergé de France par l'assemblée générale de la province ecclésiastique de Tours, l'archevêque se refuse à le nommer. Après des polémiques, il obtient finalement de succéder à celui que l'archevêque lui avait préféré (1635-1640). Il est ensuite grand vicaire de l’archevêché de Reims. En 1638 publie les Actes des assemblées du clergé, ce qui lui permet d'être remarqué et choisi pour rédiger les Mémoires du Clergé de France, mission qui lui fut confirmée par l’Assemblée générale de 1645. C'est pourquoi c'est à lui que les bibliographes attribuent les Actes, tiltres et mémoires concernant les affaires du clergé de France, publiés sans nom d'auteur en 1646. Il est également prieur de Saint-Symphorien d'Azay. Il meurt certainement le 1er décembre 1655.
Odespung est surtout connu comme amateur d'estampes. Il commence à collectionner au plus tard en 1638, c'est-à-dire plusieurs années avant Michel de Marolles ; plusieurs éditeurs lui dédient des œuvres, notamment Jean Ier Leblond  et Pierre-Jean Mariette. Il fait paraître un catalogue de sa collection (sans date, certainement rédigé par lui-même et publié à compte d'auteur). Ce dernier est très rare, mais Véronique Meyer a démontré qu'il a été largement recopié (sans attribution) par Florent le Comte dans son Cabinet des singularités.